# Wiaczesław Baziłewycz
Wiaczesław Anatolijowycz Baziłewycz, ukr. В'ячеслав Анатолійович Базілевич (ur. 7 sierpnia 1990 w Symferopolu) – ukraiński piłkarz, grający na pozycji bramkarza.

## Kariera piłkarska

### Kariera klubowa
Wychowanek klubów Tawrija Symferopol, a potem Szachtar Donieck, barwy których bronił w juniorskich mistrzostwach Ukrainy (DJuFL). Karierę piłkarską rozpoczął 25 lipca 2007 w trzeciej drużynie Szachtara. Na początku 2012 odszedł do klubu Krymtepłycia Mołodiżne. W sezonie 2013/14 bronił barw Nywy Tarnopol. W latach 2015–2017 był zawodnikiem TSK Symferopol. W 2018 wrócił do Krymtepłyci Mołodiżne.

### Kariera reprezentacyjna
Występował w juniorskich reprezentacjach U-16, U-17, U-18 oraz U-19.

## Sukcesy i odznaczenia
- mistrz Europy U-19: 2009